# Kellersee
Le Kellersee est un lac situé dans le Nord de l'Allemagne, dans la région de la Suisse du Holstein. Il est alimenté par la Schwentine à l'est du village de Malente.

## Source
- (en) Cet article est partiellement ou en totalité issu de l’article de Wikipédia en anglais intitulé « Kellersee » (voir la liste des auteurs).